# Manuel Gruber
Manuel Gruber (27 de noviembre de 1972) es un deportista austríaco que compite en ciclismo de montaña en la disciplina de descenso. Ganó una medalla de plata en el Campeonato Europeo de Ciclismo de Montaña de 2013.

## Palmarés internacional
| Campeonato Europeo | Campeonato Europeo   | Campeonato Europeo | Campeonato Europeo |
| Año                | Lugar                | Medalla            | Competición        |
| ------------------ | -------------------- | ------------------ | ------------------ |
| 2013               | Pamporovo (Bulgaria) | Medalla de plata   | Descenso           |